# Ekkehard Tischendorf
Ekkehard Tischendorf (* 1976 in Dresden) ist ein deutscher zeitgenössischer Maler.

## Leben und Werk
Ekkehard Tischendorf hat nach schulischer Ausbildung in Dresden im Bereich der Restaurierung von Wandmalerei und Architekturfarbigkeit gearbeitet. Von 1998 bis 2003 studierte er Malerei und Grafik bei Arno Rink an der Hochschule für Grafik und Buchkunst Leipzig (HGB). Parallel absolvierte er an der HGB ein Aufbausemester für Lithografie bei Rolf Münzner. Tischendorf lebt und arbeitet in Wien und Dresden.

## Stipendien
- Kulturförderung der Landeshauptstadt Dresden 2010
- Schwalenberg-Stipendium des Landesverbandes Lippe
- Stipendium Werkstatt Plettenberg[2]

## Ausstellungen

### Einzelausstellungen (Auswahl)
- 2023: In Wirklichkeit, M. Peitz Architekten, Halle/Saale
- 2022: Der erste letzte Tag, Galerie Auerswalde, Chemnitz
- 2020: VYDEN Bilder, Vyden Salon, Wien (AT)
- 2019: On Paper (with Marion Fink), Evelyn Drewes Galerie, Hamburg
- 2018: Contaminated Dream, Galerie Antonstadt, Dresden
- 2017: Rendezvous, SDV Medien AG, Dresden
- 2016: Schubkraft 3000, Galerie Grafikladen, Dresden
- 2015: Falb bis Blond, Evelyn Drewes Galerie, Hamburg[3]
- 2014: Armada Dada, Galerie Terminus, München
- 2012–2013: Tafaas’ Kristalle, Galerie Rätus Casty, Davos (CH)
- 2011: Tagundnachtgleiche, Kunstverein Meissen[4]
- 2011: Unsichtbares Licht, Galerie Terminus, München
- 2009: Endlich beginnt Unendlichkeit, Levy Galerie, Hamburg[5]
- 2009: Die weiße Herde, Oberlausitzer Kunstverein, Zittau
- 2008: Der Leichtsinn unsterblich zu sein, Galerie Rätus Casty, Davos (CH)
- 2008: Die Vermessung der Tube, Galerie Terminus, München
- 2007: Schlag, Galerie Quartier, Leipzig
- 2006: EMOTIONEN, Galerie Lichtpunkt, München
- 2006: Purple Rain, Galerie Quartier, Leipzig
- 2004: Jugendpräzision, Werkstatt Plettenberg Stipendium 2004, Plettenberg
- 2003: Diplomausstellung, Hochschule für Grafik und Buchkunst Leipzig, Leipzig

### Gruppenausstellungen (Auswahl)
- 2023 Together Young, Kunsttage Dresden, Dresden
- 2022: Wintersalon, Galerie Estermann + Messner, Wien (AT)
- 2021: Ortsgespräche - ... kommt auf den Tisch. Fünf Künstler*innen antworten Pipilotti Rist. Kunstverein Freunde Aktueller Kunst e.V., Zwickau (zusammen mit Staatliche Kunstsammlungen Dresden)
- 2020: Art Austria, Galerie Estermann & Messner, Wien (AT)
- 2019: Über Kreuz 2, Kulturtage Kloster Hedersleben
- 2018: Vis á vis, Barlach Halle K, Hamburg
- 2018: Found a mentalism I+II, Museum Saint James Cavalier, Valletta, Malta (MLT)
- 2017: Ostrale-Biennale, 11. Internationale Ausstellung, Dresden
- 2016: Nachts allein im Atelier, Evelyn Drewes Galerie, Hamburg
- 2015: 4 x Tischendorf, Malerei, Collage, Skulptur, Design. BASF Schwarzheide GmbH
- 2015: Nach Picasso. Auf Spurensuche in der jungen österreichischen Kunst, Kunsthalle Krems-Frohner Forum, Krems (AT)[6]
- 2014: Perfect Painting, Brunnhofer Galerie, Linz (AT)
- 2014: Mensch werde wesentlich – gemalt ist der Mensch mehr Mensch, Kunstverein Freunde Aktueller Kunst e.V., Zwickau[7]
- 2013: Hinter dem Horizont, Galerie Alte Schule Ahrenshoop, Ostseebad Ahrenshoop
- 2012: new perspectives in painting, Junge Kunst Berlin, Berlin
- 2011: salondergegenwart I, Elbhof, Hamburg
- 2011: CALL, XIII. International Call For Young Artists, Gallery Luis Adelantado, Valencia (E)
- 2010: Heiß!, Galerie Queen Anne, Leipzig
- 2010: Walking The Dog, Kunsthalle Osnabrück, Osnabrück
- 2009: Political Incorrectnes, Städtische Galerie, Speyer und Museum Pachen, Rockenhausen[8]
- 2008: 15. Leipziger Jahresausstellung, Leipzig[9]
- 2007: Raumwunder, Galerie Quartier, Leipzig
- 2006: Levy 1st. View. Aktuelle Tendenzen und Positionen, Levy Galerie, Hamburg
- 2005: Große Kunstausstellung Halle 2005, Kunsthalle Villa Kobe, Halle (Saale)

## Bibliografie
- Günther Oberhollenzer, Ekkehard Tischendorf (Hrsg.): Ekkehard Tischendorf 2009–2013 Ausgewählte Arbeiten / Selected Works. Mit Texten von Klaus Fischer und Günther Oberhollenzer. Kerber Verlag Bielefeld/Berlin 2014, ISBN 978-3-86678-974-6

- Alexander Sairally (Hrsg.): Endlich beginnt Unendlichkeit. Ausstellungskatalog LEVY Galerie Hamburg. Mit Texten von Belinda Grace Gardner und Clemens Jöckle. Kerber Verlag Bielefeld/Berlin 2009, ISBN 978-3-86678-357-7

- Galerie Quartier, Ekkehard Tischendorf (Hrsg.): BIG PLAYER. Ausstellungskatalog Galerie Quartier Leipzig. Mit Text von Alexander Wendt. 2008, ISBN 978-3-00-024494-0